# Cristópolis
Cristópolis is een gemeente in de Braziliaanse deelstaat Bahia. De gemeente telt 14.279 inwoners (schatting 2009).

## Aangrenzende gemeenten
De gemeente grenst aan Angical, Baianópolis, Brejolândia, Catolândia, Cotegipe, Tabocas do Brejo Velho en Wanderley.